# Osijecko-baranjská župa
Osijecko-baranjská župa je jedna z oblastí Chorvatska ve Východní Slavonii a jihu Baranji. Jejím správním střediskem je Osijek.

## Charakter župy
Župa zabírá severní část Východní Slavonie a jih Baranji, hraničí na severu s Maďarskem a na jihu se čtyřmi dalšími chorvatskými župami. Její území je nížinné, velmi zemědělsky využívané; pouze jižním směrem se mírně zvedá a v její východní části, u břehu Dunaje, jsou bažiny. Hlavní a nejvýznamnější řekou, kromě již zmíněného Dunaje je zde Dráva, která také protéká hlavním městem Osijekem. Ekonomicky je tato oblast stále velmi slabá, vzhledem k tomu že se pořád ještě vzpamatovává z války v Jugoslávii a na ni navazujících konfliktů. Mnoho domů je stále ještě zničených, působí tu ale naštěstí mezinárodní pomoc. Obyvatelé jsou převážně Chorvati, Srbové byli během ozbrojených střetů přesídleni. Název župy pochází z názvu hlavního města Osijeku a historické části Uherska, Baranyji.

## Města
- Osijek (hlavní město)
- Beli Manastir
- Belišće
- Donji Miholjac
- Đakovo
- Našice
- Valpovo